# Navadna česnovka
Navadna česnovka (znanstveno ime Pelobates fuscus) je vrsta žabe, ki je razširjena v osrednji Evropi in zahodni Aziji in je uvrščena na Seznam zavarovanih živalskih vrst v Sloveniji kot ranljiva (V) vrsta.

## Opis
Odrasli samci česnovke zrastejo v dolžino od 4 do 6,5 cm. samice pa do 8 cm, izjemoma tudi 9 cm. Koža je gladka, na hrbtu in bokih je prekrita z majhnimi in ploščatimi bradavicami. Obarvanost kože je odvisna od habitata, spola in regije, v Sloveniji pa osnovna barva hrbta niha med rjavo in sivo. Kožo prekrivajo temnejše, bolj ali manj simetrično oblikovane vzdolžne lise, po sredini hrbta pa poteka svetla vzdolžna linija. Po tem individualno značilnem hrbtnem vzorcu lahko ločimo posamezne osebke. Samice so ponavadi bolj rjavkaste barve, samci pa so bolj ilovnato rumeni. Po hrbtu imajo česnovke tudi rdeče pike, ki pri nekaterih osebkih lahko prevladujejo. Trebušna stran je svetlejša, običajno umazano bela, pogosto s temno sivimi lisami. Samci imajo na nadlahti sprednjih okončin ovalne žlezne odebelitve, ki so posebno izrazite v času parjenja. V naravi so opazili tudi albino primerke.
Glava je razmeroma velika, saj dosega do 40 % telesne dolžine, široka, čeladasta in strmo prehaja v rame. Na glavi ima izrazito izbuljene oči z navpičnimi zenicami. Česnovka nima zaušesnih žlez, zunanjega bobniča in zvočnih vreč, za žabe pa so zadnje noge česnovke razmeroma kratke. Med dolgimi prsti ima dobro razvito plavalno kožico, kar nakazuje dobro plavalko. Za navadno česnovko je značilna velika, trda, lopatasto sploščena petna grbica s prisekanimi robovi. 
Običajno sta priznani dve podvrsti navadne česnovke: Pelobates fuscus fuscus (osrednja Evropa) in Pelobates fuscus insubricus (severna Italija). Kljub temu ni nobenih fizičnih razlik med temi žabami, kar posledično pomeni, da sploh ne bi smele biti opisane kot podvrste .
V nevarnosti navadna česnovka odda predirljiv klic in izloči po česnu smrdeč izloček, po katerem je dobila slovensko ime.

## Biologija
Navadna česnovka je aktivna skoraj izključno ponoči, večino dneva in leta pa preživi zakopana v peščena tla. Običajno se zakoplje od 0 do 60 cm globoko, našli pa so tudi več kot meter globoko zakopane osebke. Običajno se zadržuje v poplavnih gozdovih in vlažnih nižinskih travnikih ob večjih rekah. Odrasli osebki se v vodi zadržujejo le med kratkim obdobjem parjenja. Izogibajo se vodam z ribami in izbirajo po večini stalne vode z veliko vodnega rastlinja.
Po končanem prezimovanju se v Sloveniji navadne česnovke k mrestiščem selijo od konca marca do maja, kamor samci pridejo nekoliko pred samicami. V obdobju parjenja se samci zelo tiho oglašajo pod vodno gladino, nad njo pa je slišen le tih klok-klok-klok-klok. Parjenje sledi neposredno po prihodu samic v vodo, poteka pa večinoma ponoči od aprila do maja. Samice jajca brez posebnega reda v širokih trakastih mrestih navijajo okoli podvodne vegetacije. V posameznem mrestu je lahko do 3000 jajčec. Paglavci so enotne olivne barve in so izrazito veliki, saj lahko dosežejo dolžino do 10 cm. Za starejši in večje paglavce je značilno plavanje tik pod vodno gladino, na površino po zrak prihajajo sunkovito in se nato hitro vračajo na varno. Hranijo se večinoma z algami. Preobrazba traja od 70 do 150 dni, kar je veliko dlje kot pri ostalih dvoživkah. Zaradi te posebnosti lahko ob nenadoma skrajšani topli sezoni paglavci prezimijo v vodi. Preobraženi osebki se hranijo z različnimi malimi nevretenčarji, ki jih lovijo na kopnem in lahko dosežejo starost 10 let.